# Shikishima (lớp thiết giáp hạm)
Lớp thiết giáp hạm Shikishima (tiếng Nhật: 敷島型戦艦 - Shikishima-gata senkan) là một lớp thiết giáp hạm tiền-dreadnought bao gồm hai chiếc của Hải quân Đế quốc Nhật Bản được thiết kế và chế tạo tại Anh Quốc. Một số tác giả xem chiếc Asahi cũng thuộc về lớp Shikishima này do có những đặc tính chung, nhưng nó có dáng vẽ bên ngoài hoàn toàn khác biệt.

## Bối cảnh
Kinh nghiệm chiến đấu trong cuộc Chiến tranh Thanh-Nhật đã bộc lộ cho Hải quân Nhật thấy những yếu kém của trong học thuyết hải quân của trường phái Jeune École, nên Nhật Bản bắt đầu một chương trình hiện đại hóa hạm đội của họ bằng những kỹ thuật thiết giáp hạm mới nhất. Giống như lớp thiết giáp hạm Fuji trước đó, Nhật Bản vẫn chưa có kỹ thuật và khả năng để có thể tự đóng thiết giáp hạm cho chính mình, nên họ đã quay sang Anh Quốc. Một đơn hàng gồm hai chiếc được đặt vào năm 1896 bao gồm Shikishima và Asahi, và thêm một chiếc nữa, Hatsuse, vào năm 1897.

## Thiết kế

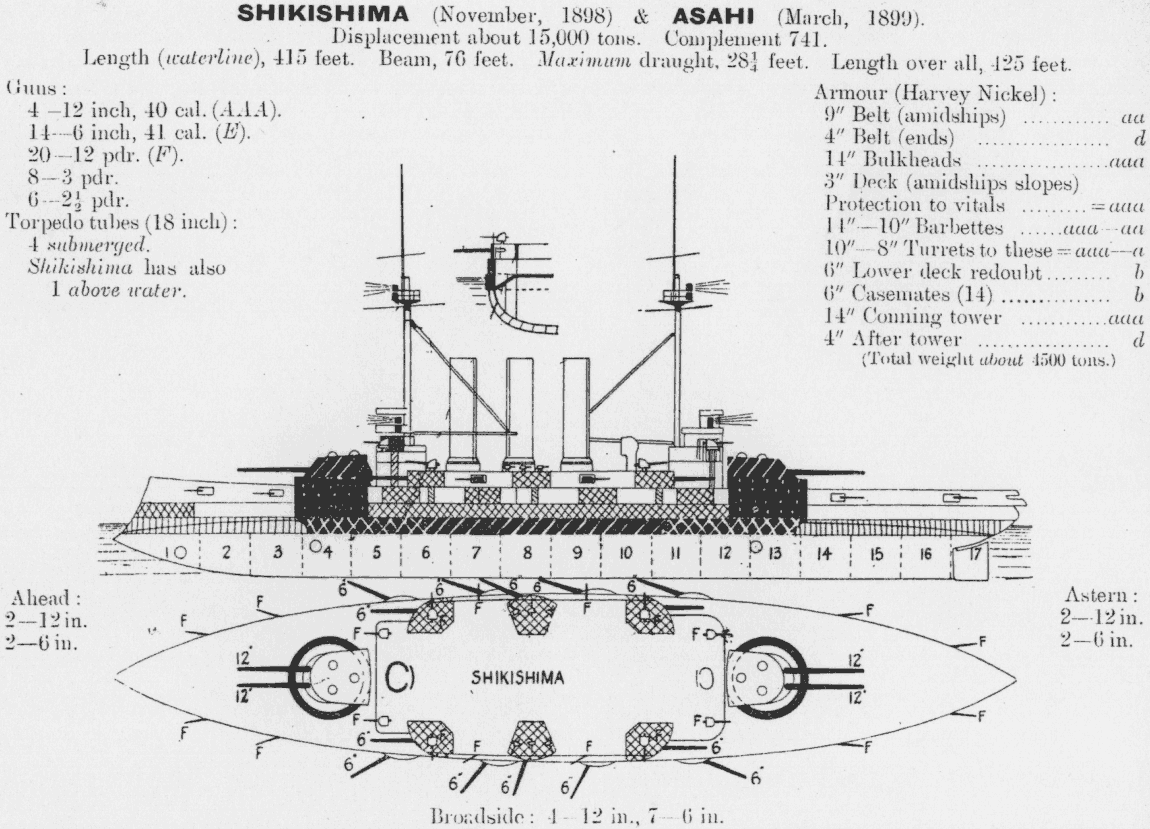
Sơ đồ mạn trái và sàn tàu của lớp Shikishima như được mô tả trong Jane's Fighting Ships 1906

Thiết kế của lớp Shikishima là một phiên bản cải biến từ lớp thiết giáp hạm Majestic của Hải quân Hoàng gia Anh Quốc. Với một trọng lượng choán nước đầy đủ lên đến 16.000 tấn, Majestic được xem là lớp tàu chiến chủ lực lớn nhất và tiên tiến nhất vào lúc chúng được chế tạo.

### Vũ khí trang bị

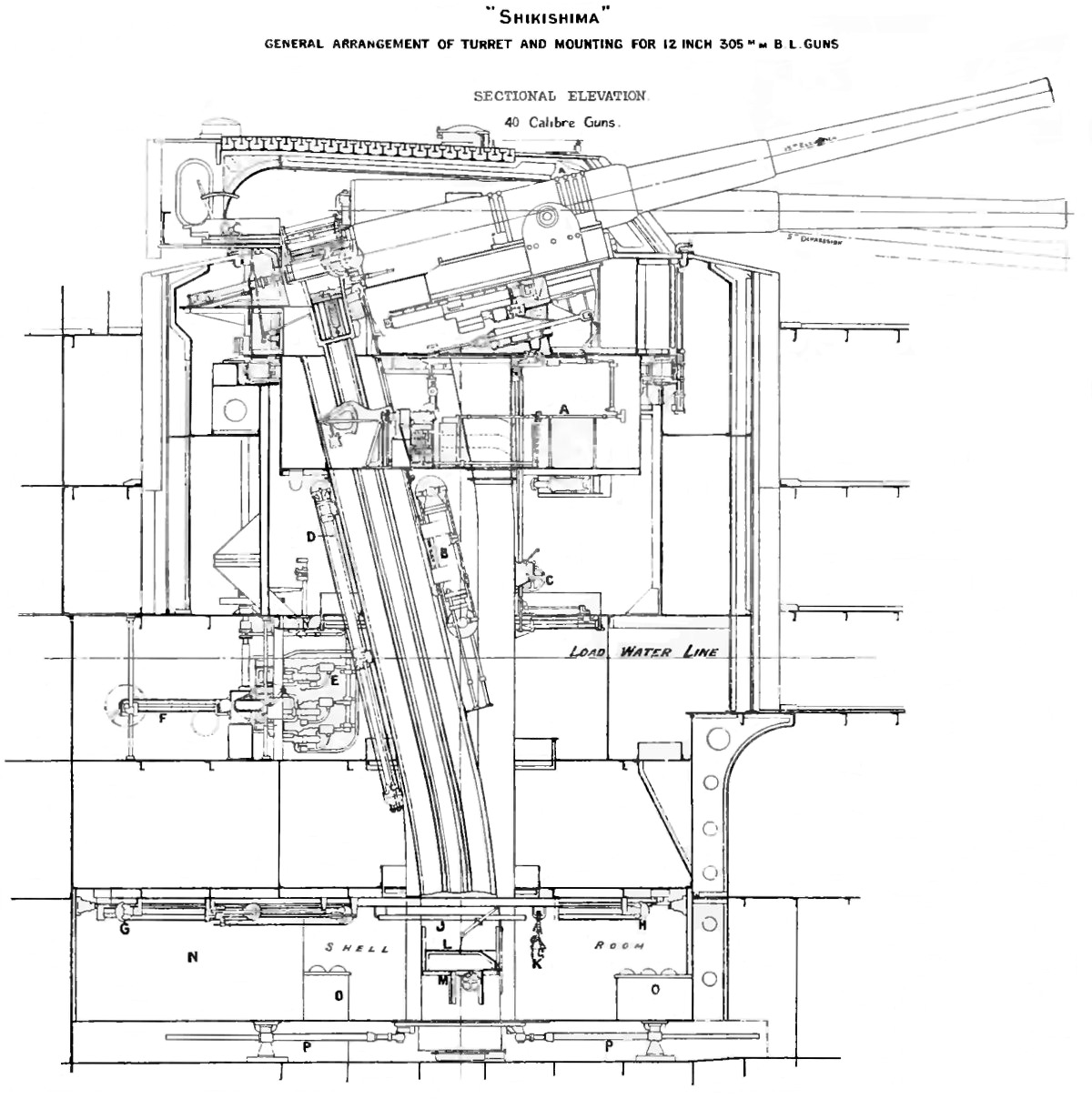
Sơ đồ tháp pháo 12 inch và hầm đạn trang bị cho lớp Shikishima

Dàn pháo chính của lớp Shikishima sử dụng cùng kiểu hải pháo Elswick Armstrong Whitworth 305 mm (12 inch)/40 caliber Kiểu 41 như của lớp Fuji; các khẩu pháo này được bố trí trên các tháp súng nòng đôi phía trước mũi và sau đuôi tàu.
Dàn pháo hạng hai của lớp Shikishima bao gồm mười bốn khẩu pháo QF 152 mm (6 inch)/40 caliber Kiểu 41 để đối phó với các cuộc tấn công của các tàu phóng lôi, và được bố trí rộng khắp trên cả hai sàn tàu sao cho một phát đạn pháo bắn trúng không thể loại khỏi vòng chiến nhiều hơn một trong số chúng. Các khẩu bố trí ở sàn trên được bọc kín trong các bệ tháp pháo. Vũ khí hạng nhẹ bao gồm hai mươi khẩu pháo QF 12 pounder 76 mm (3 inch)/40 caliber 12 cwt, còn được gọi là "twelve pounder"; và mười hai khẩu pháo 3 pounder.
Lớp Shikishima cũng được trang bị ngư lôi Whitehead, với bốn ống phóng ngầm dưới nước, và thêm một ống trên sàn tàu.

### Vỏ giáp
Đai giáp chính của lớp Shikishima sử dụng vỏ giáp Harvey dày 9 inch (229 mm) vuốt mỏng dần còn 6 inch (152 mm) cho lườn tàu phía trên và vuốt nhọn cả hai đầu. Vỏ giáp sàn tàu dày 3 inch (76 mm), tăng lên 10 inch (254 mm) chung quanh các bệ tháp pháo và 5 inch (127 mm) chung quanh các tháp pháo hạng hai.

### Động lực
Những động cơ trang bị cho lớp Shikishima là kiểu động cơ hơi nước ba buồng bành trướng đặt dọc với những nồi hơi ống nước hai trục chân vịt, tạo ra công suất 14.500 shp (10.810 kW), để có được tốc độ thiết kế 17 hải lý trên giờ (31 km/h); khi chạy thử máy, Shikishima đạt được tốc độ 18,7 hải lý trên giờ (35 km/h). Tuy nhiên, không giống như Majestic sắp xếp ống khói ngang nhau, lớp Shikishima có cách bố trí chính thống ba ống khói đều nằm trên trục dọc con tàu.

## Lịch sử hoạt động
Được đưa ra hoạt động trong những năm 1900-1901, cả hai chiếc đều đã tham gia cuộc Chiến tranh Nga-Nhật (1904-1905). Trong đó Hatsuse bị chìm do trúng phải một quả thủy lôi vào ngày 15 tháng 5 năm 1904 ngoài khơi cảng Lữ Thuận tại một trong những thảm họa hải quân lớn nhất của Nhật Bản trong trận chiến này; còn Shikishima tiếp tục hoạt động trong các trận hải chiến cảng Arthur, Hoàng Hải và Tsushima. Sau đó nó được đưa về làm tàu phòng duyên, rồi trong các nhiệm vụ huấn luyện cho đến khi bị giải giáp vào năm 1922. Lườn tàu của nó tiếp tục sử dụng làm trại lính nổi và huấn luyện cho đến năm 1948.

## Những chiếc trong lớp
| Tàu               | Đặt lườn            | Hạ thủy             | Hoạt động           | Số phận |
| Shikishima (敷島) | 29 tháng 3 năm 1897 | 1 tháng 11 năm 1898 | 26 tháng 1 năm 1900 | Bị giải giáp năm 1923; được tháo dỡ năm 1948                                                                              |
| Hatsuse (青葉)    | 10 tháng 1 năm 1898 | 27 tháng 6 năm 1899 | 18 tháng 1 năm 1901 | Bị đánh chìm bởi thủy lôi ngày 15 tháng 5 năm 1904 ngoài khơi Lữ Thuận Khẩu, tọa độ 38°37′B 121°20′Đ / 38,617°B 121,333°Đ |